# 捷克比利·简·金杯代表队
捷克比利·简·金杯代表队是捷克女子国家网球队参加比利·简·金杯（前身为联合会杯）的队伍，由捷克网球协会（Czech Tennis Association）负责管理和组织。在捷克斯洛伐克解体之后，捷克于1993年成立了代表队并首次参加该赛事，但它继承了前捷克斯洛伐克联合会杯代表队的参赛历史和记录（尽管捷克斯洛伐克队中既有捷克球员，也有斯洛伐克球员）。
捷克斯洛伐克队在1975年至1988年期间五次赢得比利·简·金杯（当时该赛事被称为联合会杯），但2011年的冠军是首次以捷克队的名义夺得该奖杯。此后，他们又在2012年、2014年、2015年、2016年和2018年五次夺冠。
玛蒂娜·纳芙拉蒂洛娃是捷克斯洛伐克队最伟大的球员之一，曾帮助该队在1975年夺冠。1981年她成为美国公民，并在后来的比赛中，特别是1986年联合会杯决赛中，代表美国队对阵自己的祖国。